# Pinguicula benedicta
Pinguicula benedicta este o specie de plante carnivore din genul Pinguicula, familia Lentibulariaceae, ordinul Lamiales, descrisă de Barnh. Conform Catalogue of Life specia Pinguicula benedicta nu are subspecii cunoscute.